# Mistrzostwa Świata w Piłce Nożnej 2018 (eliminacje strefy AFC)/Grupa 2

## Grupa 2
| Lp. | Drużyna     | M | Mecze | Mecze | Mecze | Bramki | Bramki | Bramki | Pkt |
| Lp. | Drużyna     | M | W     | R     | P     | +      | −      | +/−    | Pkt |
| --- | ----------- | - | ----- | ----- | ----- | ------ | ------ | ------ | --- |
| 1.  | Australia   | 8 | 7     | 0     | 1     | 29     | 4      | +25    | 21  |
| 2.  | Jordania    | 8 | 5     | 1     | 2     | 21     | 7      | +14    | 16  |
| 3.  | Kirgistan   | 8 | 4     | 2     | 2     | 10     | 8      | +2     | 14  |
| 4.  | Tadżykistan | 8 | 1     | 2     | 5     | 9      | 20     | −11    | 5   |
| 5.  | Bangladesz  | 8 | 0     | 1     | 7     | 2      | 32     | −30    | 1   |

## Mecze
| 11 czerwca 2015 13:00 CEST | Bangladesz · Kiczin 32' (sam.) | 1:3(1:3)Raport | Kirgistan · 9', 41' Ziemlanuchin · 29' (k) Bernhardt | Bangabandhu National Stadium, Dhaka Widzów: 19 000 Sędzia: Mohsen Torky |
|                            |                                |                |                                                      |                                                                         |

| 11 czerwca 2015 17:00 CEST | Tadżykistan · M. Dżalilow 67' | 1:3(0:1)Raport | Jordania · 29', 64', 88' Abdel Fattah | Stadion Pamir, Duszanbe Widzów: 10 000 Sędzia: Sukhbir Singh |
|                            |                               |                |                                       |                                                              |

| 18 czerwca 2015 13:00 CEST | Bangladesz · Hasan 50' | 1:1(0:0)Raport | Tadżykistan · 87' Fathullojew | Bangabandhu National Stadium, Dhaka Widzów: 12 000 Sędzia: Khamis Al Marri |
|                            |                        |                |                               |                                                                            |

| 18 czerwca 2015 16:00 CEST | Kirgistan · Mirzaliew 90+5' | 1:2(0:1)Raport | Australia · 2' Jedinak · 68' Oar | Stadion Spartak, Biszkek Widzów: 18 000 Sędzia: Lee Min-hu |
|                            |                             |                |                                  |                                                            |

| 3 września 2015 13:00 CEST | Australia · Leckie 6' · Rogić 8', 20' · Burns 29' · Mooy 62' | 5:0(4:0)Raport | Bangladesz | Perth Oval, Perth Widzów: 19 495 Sędzia: Võ Minh Trí |
|                            |                                                              |                |            |                                                      |

| 3 września 2015 18:00 CEST | Jordania | 0:0(0:0)Raport | Kirgistan | Amman International Stadium, Amman Widzów: 5012 Sędzia: Mohd Amirul Izwan Bin Yaacob |
|                            |          |                |           |                                                                                      |

| 8 września 2015 14:00 CEST | Bangladesz | 0:4(0:2)Raport | Jordania · 14' (k), 57' Deeb · 33' Abu Amarah · 59' Al-Bakhit | Bangabandhu National Stadium, Dhaka Widzów: 12 000 Sędzia: Yu Ming-Hsun |
|                            |            |                |                                                               |                                                                         |

| 8 września 2015 15:00 CEST | Tadżykistan | 0:3(0:0)Raport | Australia · 57' Milligan · 74', 90+1' Cahill | Stadion Pamir, Duszanbe Widzów: 19 000 Sędzia: Jameel Abdulhusin |
|                            |             |                |                                              |                                                                  |

| 8 października 2015 16:00 CEST | Kirgistan · Dujszobekow 7' · Ziemlanuchin 90+4' (k) | 2:2(1:0)Raport | Tadżykistan · 65' M. Dżalilow · 71' (k) Nazarow | Stadion Spartak, Biszkek Widzów: 17 600 Sędzia: Mooud Bonyadifard |
|                                |                                                     |                |                                                 |                                                                   |

| 8 października 2015 16:00 CEST | Jordania · Abdel Fattah 47' (k) · Al-Dardour 85' | 2:0(0:0)Raport | Australia | Amman International Stadium, Amman Widzów: 11 462 Sędzia: Masaaki Toma |
|                                |                                                  |                |           |                                                                        |

| 13 października 2015 16:00 CEST | Kirgistan · Luks 27' · Amirow 88' | 2:0(1:0)Raport | Bangladesz | Stadion Spartak, Biszkek Widzów: 12 000 Sędzia: Jameel Abdulhusin |
|                                 |                                   |                |            |                                                                   |

| 13 października 2015 18:00 CEST | Jordania · Al-Dardour 65', 90+4' · Abdel Fattah 67' | 3:0(0:0)Raport | Tadżykistan | Amman International Stadium, Amman Widzów: 15 000 Sędzia: Abdullah Al Hilali |
|                                 |                                                     |                |             |                                                                              |

| 12 listopada 2015 10:00 CET | Australia · Jedinak 40' (k) · Cahill 50' · Amirow 70' (sam.) | 3:0(1:0)Raport | Kirgistan | Canberra Stadium, Canberra Widzów: 19 412 Sędzia: Kim Sang-woo |
|                             |                                                              |                |           |                                                                |

| 12 listopada 2015 13:00 CET | Tadżykistan · M. Dżalilow 16', 26', 60', 74' · Nazarow 52' (k) | 5:0(2:0)Raport | Bangladesz | Stadion Pamir, Duszanbe Widzów: 5500 Sędzia: Ali Al Qaysi |
|                             |                                                                |                |            |                                                           |

| 17 listopada 2015 12:30 CET | Bangladesz | 0:4(0:4)Raport | Australia · 6', 32', 37' Cahill · 43' Jedinak | Bangabandhu National Stadium, Dhaka Widzów: 19 730 Sędzia: Wang Di |
|                             |            |                |                                               |                                                                    |

| 17 listopada 2015 15:00 CET | Kirgistan · Ziemlanuchin 48' | 1:0(0:0)Raport | Jordania | Stadion Spartak, Biszkek Widzów: 14 000 Sędzia: Çarymyrat Kurbanow |
|                             |                              |                |          |                                                                    |

| 24 marca 2016 10:00 CET | Australia · Luongo 3' · Jedinak 13' (k) · Milligan 57' (k) · Burns 67', 87' · Rogić 69', 72' | 7:0(2:0)Raport | Tadżykistan | Adelaide Oval, Adelaide Widzów: 35 439 Sędzia: Fahad Al-Marri |
|                         |                                                                                              |                |             |                                                               |

| 24 marca 2016 13:30 CET | Jordania · Al-Dardour 7', 23', 40' · Deeb 29' (k) · Al-Rawaschded 32' · Faisal 63' · Al-Naber 81' · Samir 90+2' | 8:0(5:0)Raport | Bangladesz | Amman International Stadium, Amman Widzów: 6000 Sędzia: Muhammad Taqi Aljaafari Bin Jahari |
|                         | |                |            |                                                                                            |

| 29 marca 2016 11:00 CEST | Australia · Cahill 24', 44' · Mooy 39' · Rogić 53' · Luongo 70' | 5:1(3:0)Raport | Jordania · 90' Deeb | Sydney Football Stadium, Sydney Widzów: 24 975 Sędzia: Kim Jong-Hyeok |
|                          |                                                                 |                |                     |                                                                       |

| 29 marca 2016 15:00 CEST | Tadżykistan | 0:1(0:1)Raport | Kirgistan · 18' Luks | Stadion Pamir, Duszanbe Widzów: 7500 Sędzia: Aziz Asimov |
|                          |             |                |                      |                                                          |